# Capillolejeunea
Capillolejeunea là một chi rêu trong họ Lejeuneaceae.